# تومي تشيونغ
تومي تشيونغ (بالصينية: 張秀賢) هو ناشط صيني، ولد في 16 أبريل 1994 في هونغ كونغ في الصين.